# Saulges
Saulges é uma comuna francesa na região administrativa da Pays de la Loire, no departamento de Mayenne. Estende-se por uma área de 21,81 km². Em 2010 a comuna tinha 328 habitantes (densidade: 15 hab./km²).
A comuna faz parte da província historica do Maine e fica no Bas-Maine.

## História
A vida era bem abundante em Saulges durante o Paleolítico Superior (cerca de -45.000 a -10.000). A riqueza dos restos, fazem deste sítio paleolítico um importante local de estudo de dimensão nacional; algumas das descobertas estão em exibição no Museu de Pré-história local.
A presença de uma importante necrópole merovíngia atestaria a continuidade da vida nas margens do Erve. Os enterros mais antigos são do século V. Segundo estudos antropológicos realizados após as descobertas de 1958, os corpos não correspondem ao tipo autóctone do homem, mas sim ao tipo germânico.
Foi por volta do ano 650 que o eremita Céneré, que partiu de Spoleto para a Gália com seu irmão, atravessou para o lugar que outrora se chamava Sálvia, onde se estabeleceram.

## Outras imagens

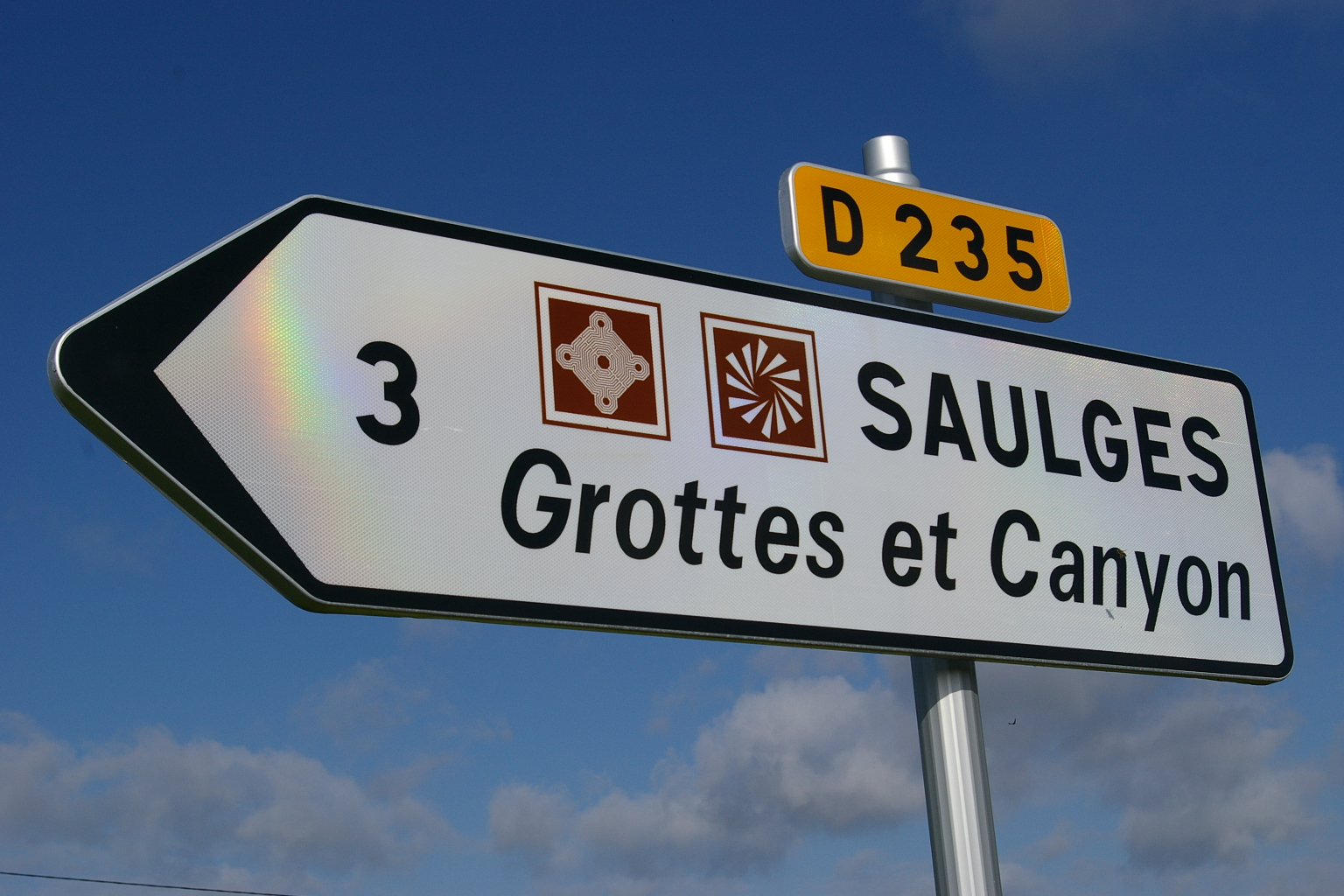
Placa que indica as grutas.
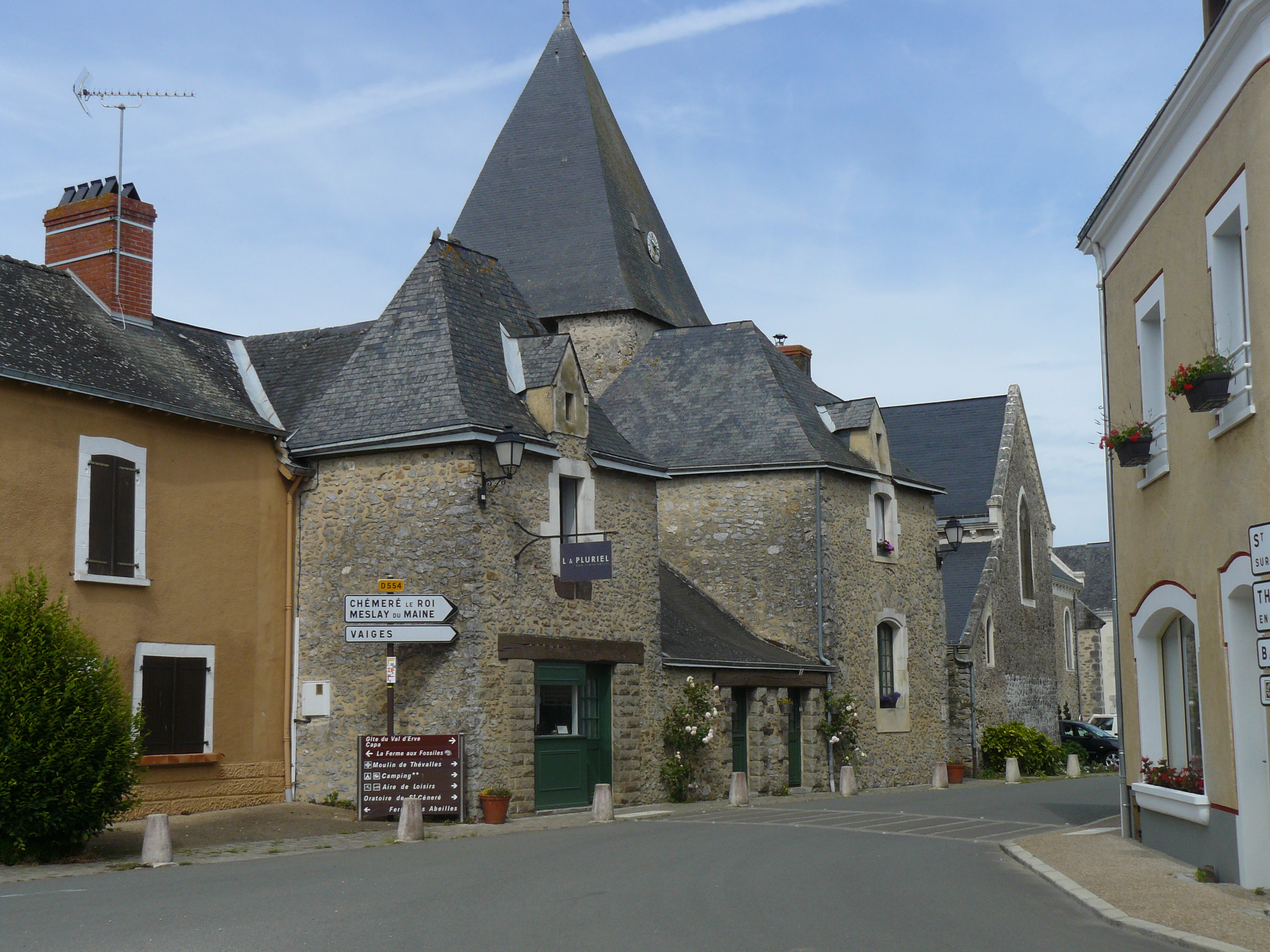
O velho Logis, sitio mais historico da cidade.
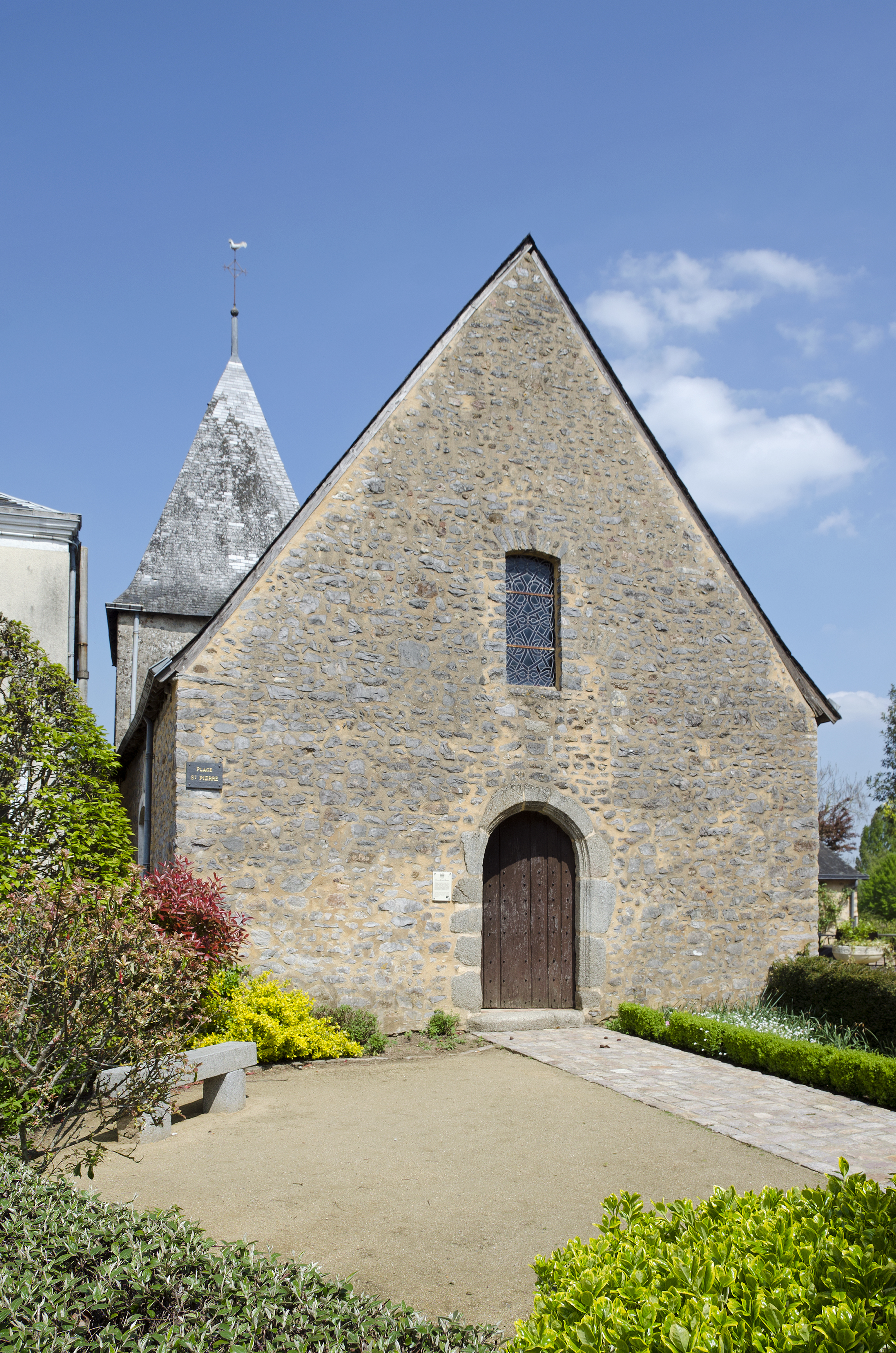
Capela merovíngia de são Pedro
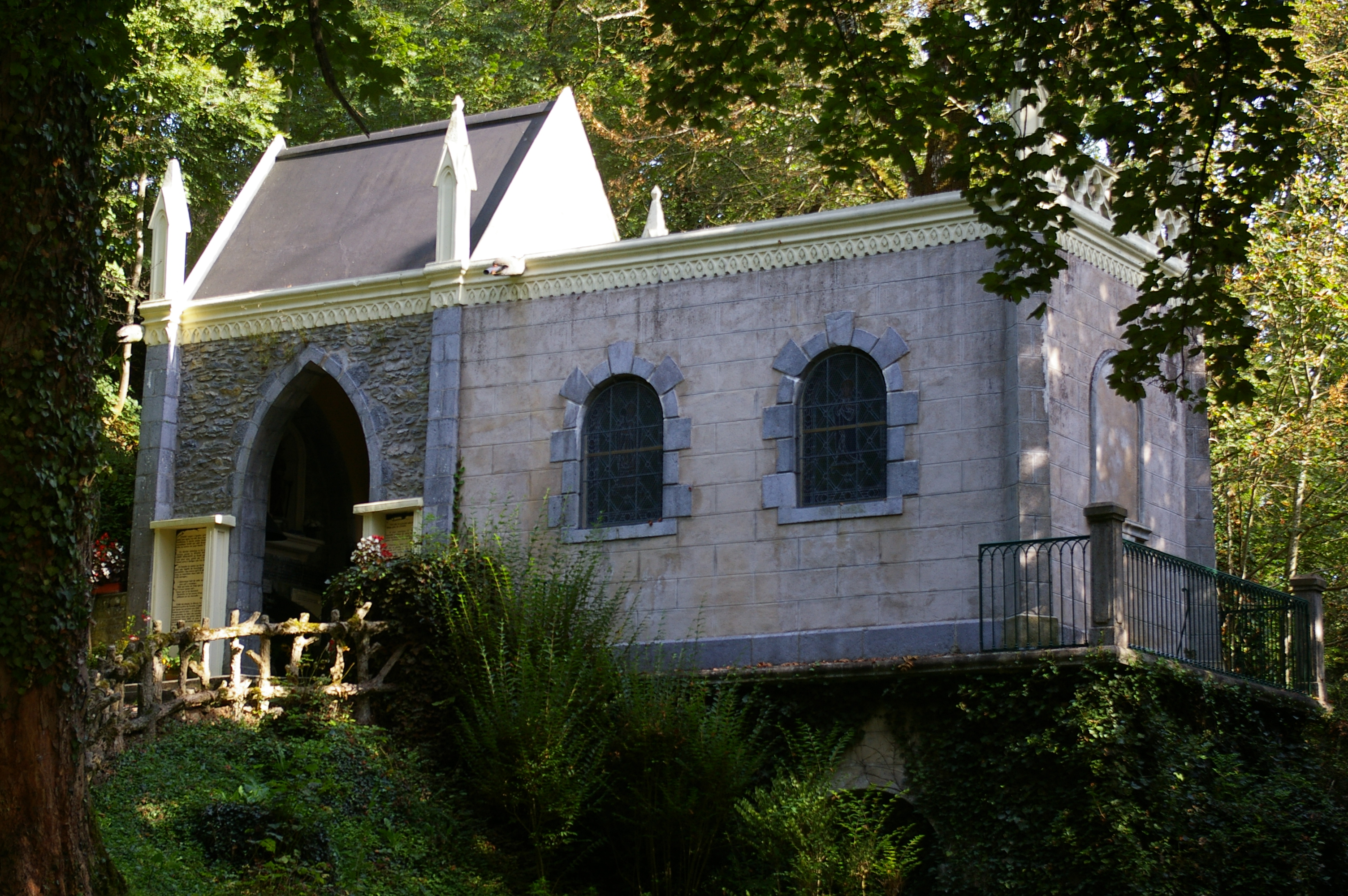
O oratório de são Céneré